# Goethe-Gymnasium Nauen
Das Goethe-Gymnasium Nauen ist ein Gymnasium in Trägerschaft der Stadt Nauen im brandenburgischen Landkreis Havelland. Es ist nach dem deutschen Dichter Johann Wolfgang von Goethe benannt.

## Mögliche Abschlüsse
An der Schule können neben dem Abitur und den üblicherweise zum Abitur führenden Abschlüssen auch Schulabschlüsse in den Förderschwerpunkten „Lernen“ und „Geistige Entwicklung“ erworben werden.

## Geschichte
Das Goethe-Gymnasium wurde 1870 als Höhere Bürgerschule gegründet und später zum Realgymnasium. 1916 zog die Schule in den Neubau in der Parkstraße ein, in dem sie sich noch heute befindet. Sie hat einen Förderverein. Von 1963 bis 1990 trug sie den Namen EOS Georgi Dimitroff, benannt nach dem bulgarischen Politiker Georgi Dimitroff.

## Gebäude
Das Schulgebäude wurde von 1915 bis 1916 nach einem Entwurf des Architekten Max Taut erbaut und steht unter Denkmalschutz. Es ist ein viergeschossiger Massivbau aus verputztem Mauerwerk. Das Hauptgebäude schließt mit einem Satteldach mit eingelassenen Fledermausgauben ab. Auffällig sind die quadratischen Fenster mit Maßwerk in verschiedenen Formen am südlichen Gebäudeteil, dieser ist mit einem Walmdach überzogen. Die Aula erstreckt sich vom zweiten bis ins dritte Obergeschoss.

Ansichten
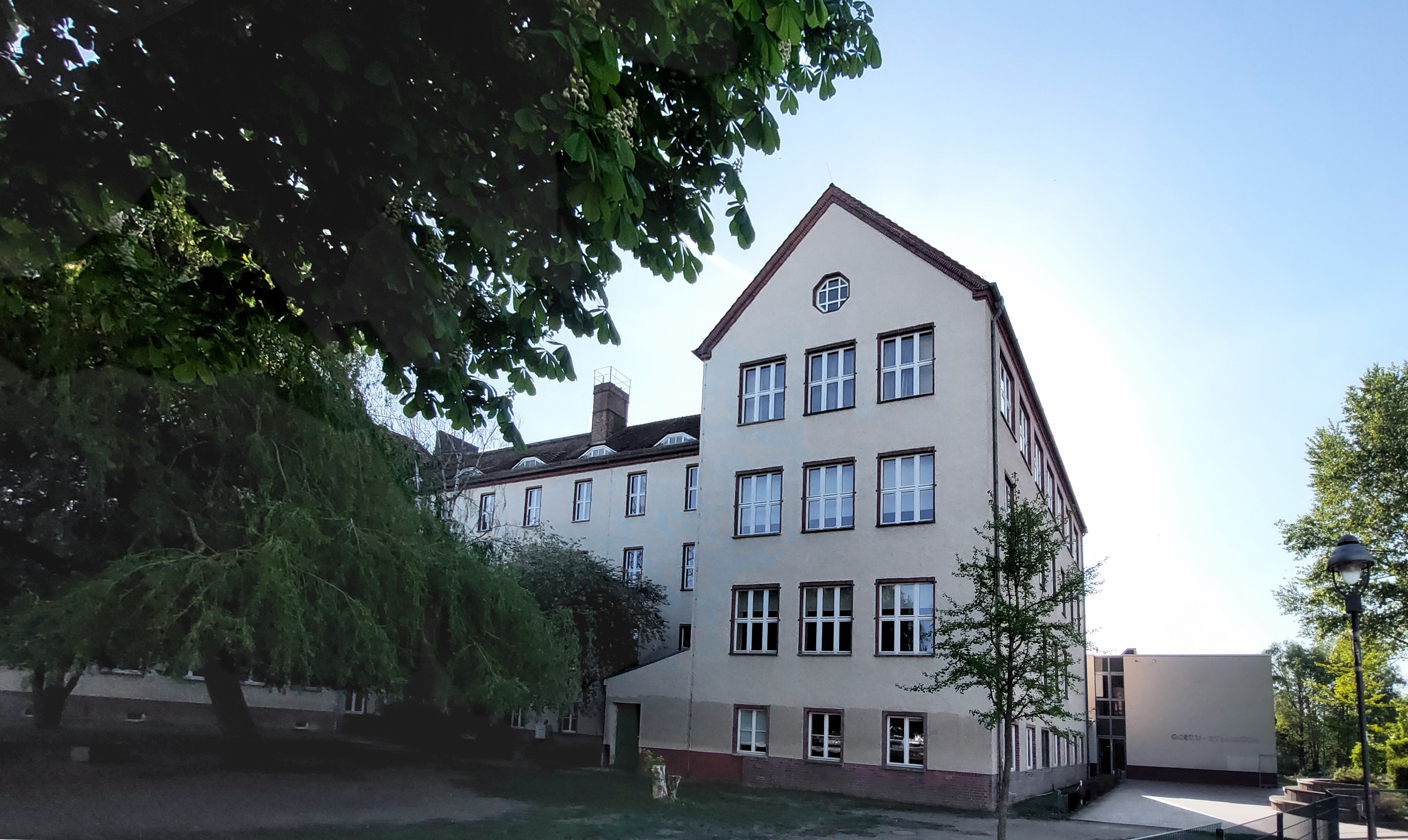
Ansicht von St.-Georgen-Straße
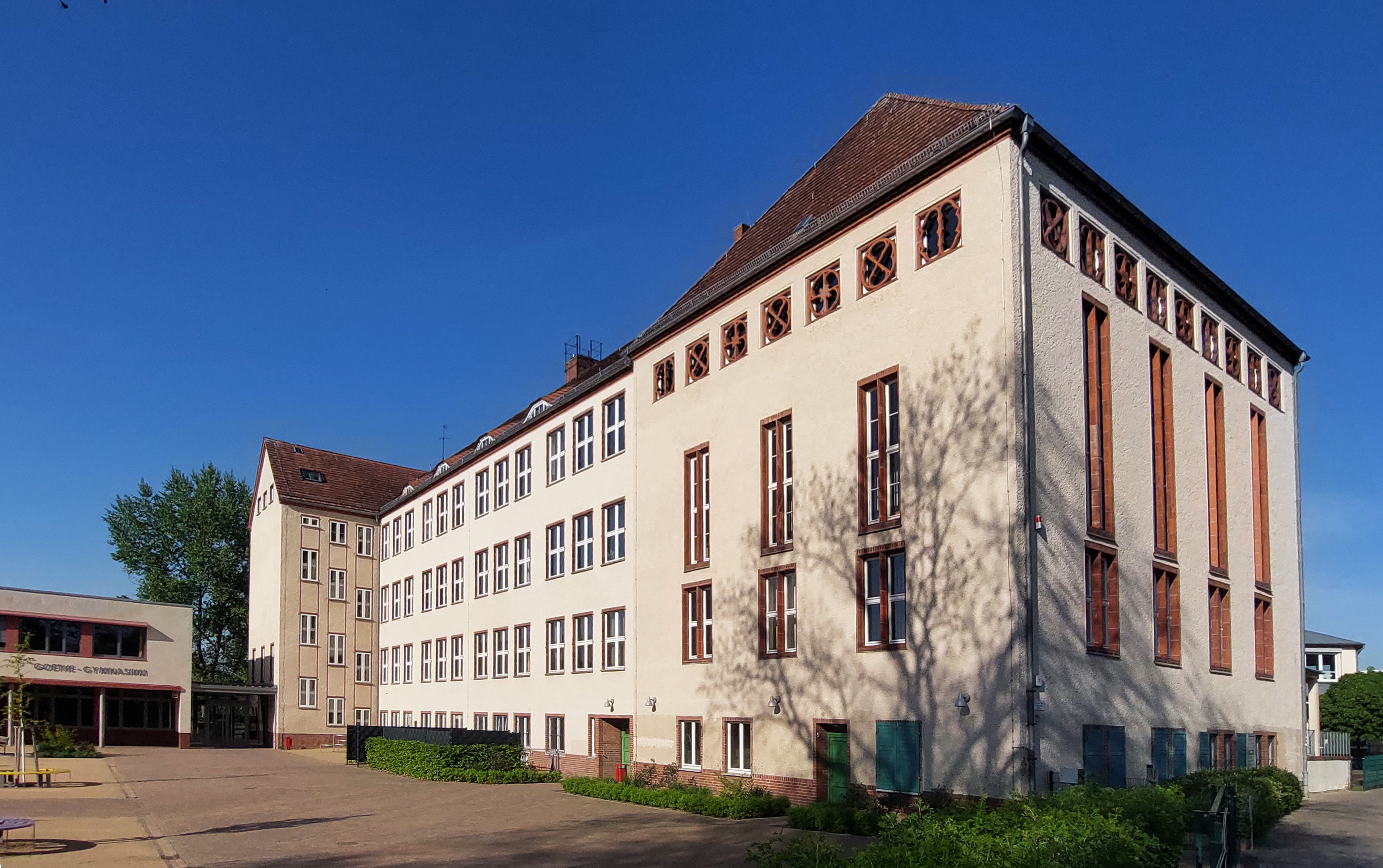
Rückwärtige Ansicht
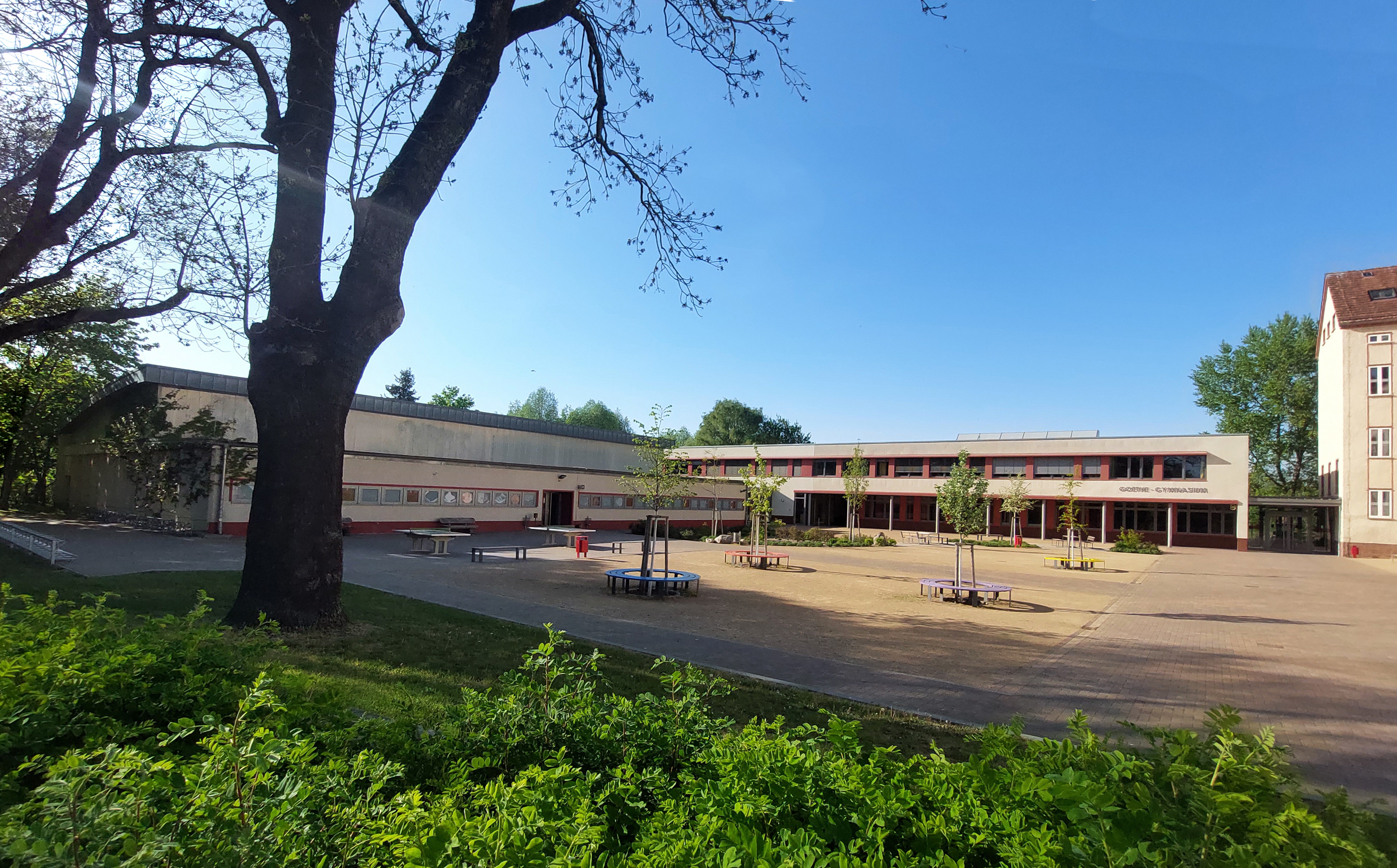
Hof mit Turnhalle

## Lehrangebot
Neben den üblichen Unterrichtsfächern bietet die Schule ab der neunten Klasse Latein- und ab der siebten Klasse Französischunterricht an, aber auch Spanisch und Russisch gehören zum Repertoire der Schule. In der zehnten Klasse können ferner die Fächer Astronomie und Philosophie belegt werden. Darüber hinaus bietet die Schule die Teilnahme an zahlreichen Wettbewerben an, zum Beispiel Landesolympiaden in Mathematik, Physik und Chemie sowie „Jugend debattiert“ und „Jugend trainiert für Olympia“. Des Weiteren nimmt sie am Projekt „Schule ohne Rassismus – Schule mit Courage“ teil.

## Schulpartnerschaften
Die Schule unterhält unter anderem Partnerschaften mit dem Oberstufenzentrum Havelland, einer Brieselanger Grundschule und der Technischen Hochschule Wildau.

## Bekannte Schüler
- Wilhelm Kotzde-Kottenrodt (1878–1948), Lehrer, Schriftsteller und Publizist
- Udo Folgart (* 1956), Politiker (SPD)